# 曖昧 (WANIMAの曲)
『曖昧』（あいまい）は、WANIMAの楽曲。2021年12月15日にunBORDEから7作目の配信限定シングルとしてデジタルリリースされた。

## 概要
- 前作『Chopped Grill Chicken』から約4か月振りのリリース。
- 表題曲「曖昧」は、ABEMAの恋愛リアリティ番組『シャッフルアイランド』の主題歌である[2]。
  - 本曲は、同番組の為に書き下ろされた[2]。
  - 同番組が配信されていく中で、視聴者から主題歌の音源化を望む声が多く挙がったことから本曲のリリースが決定した[1]。
  - 2022年には同番組のシーズン2が制作され、前シーズンと同様に、本曲がオープニングテーマに起用された[3][4]。
- 本曲のリリース日である2021年12月15日に、自身初のTikTok LIVEが開催された[1]。
  - 同ライブでは、本曲を含む数曲が披露された[1]。

## 収録曲
1. 曖昧 - [3:41]
作詞・作曲：KENTA
編曲：WANIMA
  - ABEMA『シャッフルアイランド』主題歌[2]
  - ABEMA『シャッフルアイランド Season2』オープニングテーマ[3][4]
  - 埼玉西武ライオンズの山田陽翔選手の登場曲